# ニッポー
ニッポー株式会社は、千葉県鎌ケ谷市に本社を置く食品・製菓メーカーである。

## 主な商品

### 菓子品
- コーンポタージュスナック
- キャラメルスナック
- パフチョコリング
- チャイルドパック
- おやつパック
- ポテトスティックス

など
自社ブランド商品の他、他社ブランドのOEMも承っており、銚子電鉄の「まずい棒」や、鎌ケ谷市のマスコットキャラクターをデザインした「かまたん棒」も製造している。

## 関連会社
- 有限会社ジャンピエール
- 有限会社アオキコンフェクショナリー

## 工場
- 鎌ヶ谷工場
- ニュータウン工場
- 布佐倉庫